# 豚と軍艦
『豚と軍艦』（ぶたとぐんかん）は、1961年公開の日本映画。モノクロ、日活スコープ（2.35:1）、108分。制作・配給：日活。監督：今村昌平。脚本：山内久。主演：長門裕之・吉村実子。第12回ブルーリボン賞作品賞受賞。第34回キネマ旬報ベスト・テン日本映画7位選出。
在日米軍基地の町・横須賀市を舞台に、暴力団の横暴や、米兵たちの欲望を受け止めることで生き抜く女たちといった戦後日本の現実を、養豚の飼育係に任じられたチンピラとその恋人の目を通じて寓意的に描く。

## ストーリー

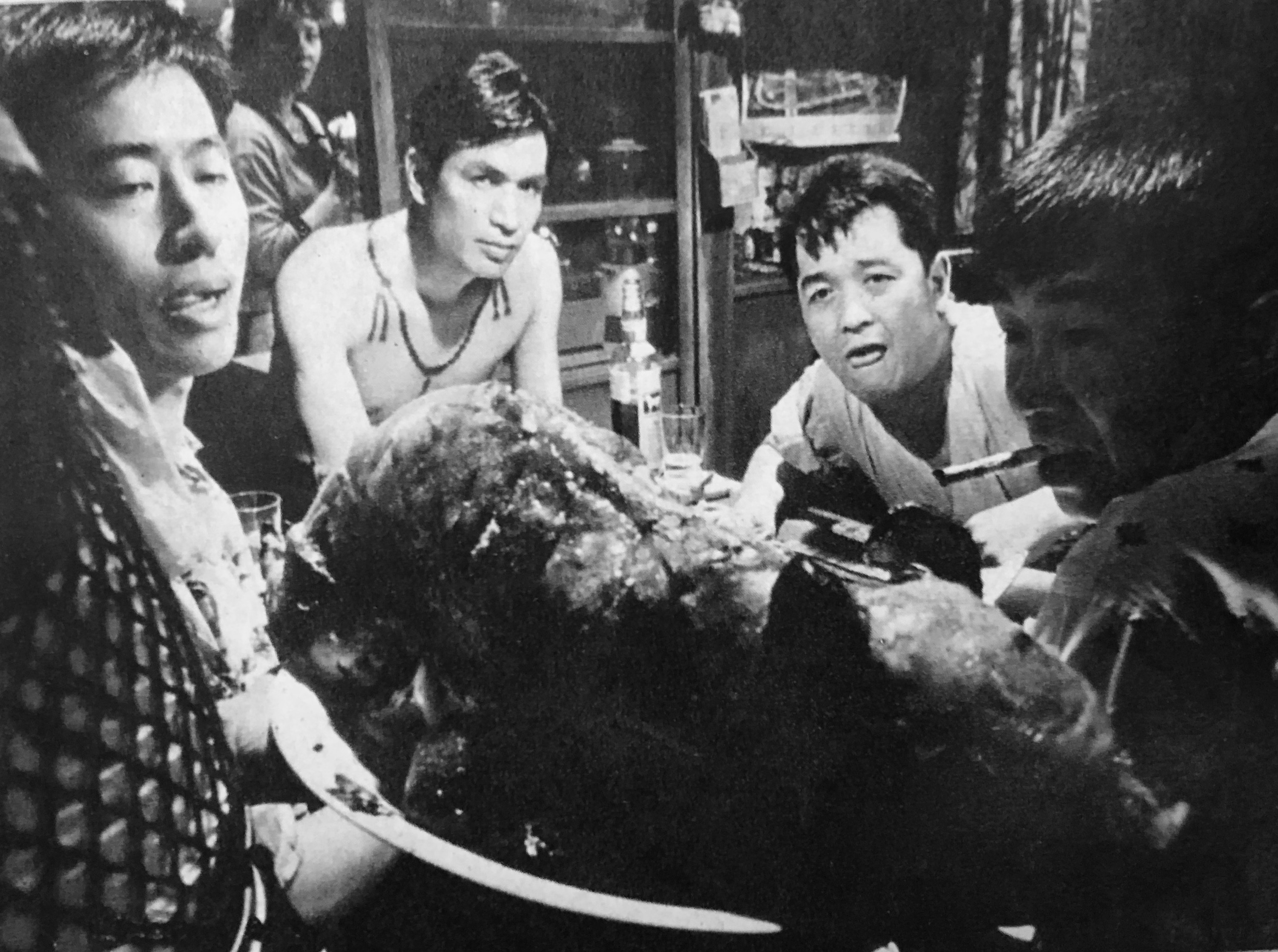
長門裕之、丹波哲郎、大坂志郎、小沢昭一

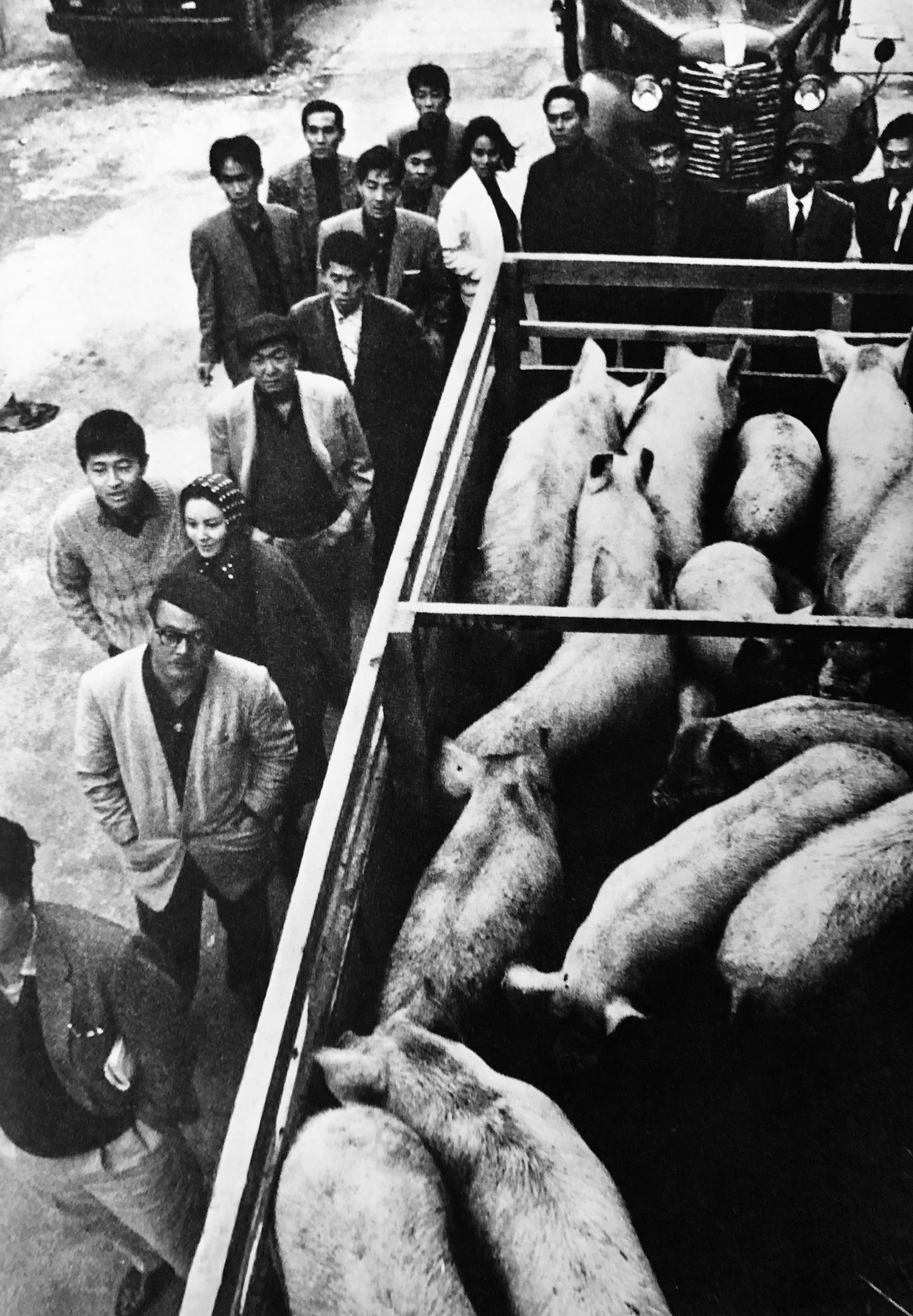
スタッフ、キャスト、豚

横須賀のヤクザ・日森組はどぶ板通りの路地裏で米兵向けのヤミ娼館を経営してシノギとしていたが、ある日警察に踏み込まれてシノギを失う。娼婦たちの身柄は華僑ギャングの陳が一手に引き受けることになる。
組長の日森は、米軍基地の食堂から出る大量の残飯に目をつけ、その残飯を飼料とした養豚業を開くことを思い立つ。日森は日系人実業家・崎山に残飯引き取りの窓口を頼む。子分の鉄次らは仔豚の仕入れ費用のため、元組員・矢島から金をむしり取る。こうして「日米畜産」という名の養豚場が即席にでっち上げられ、それまでポン引きをしていた下っ端のチンピラ・欣太が飼育係を命じられる。
ある日、古老のヤクザ・春駒が割り前にあずかろうとして養豚場にやって来る。彼を疎んじた鉄次は春駒を殺し、組員とともに死体を海に捨ててしまう。夜更けに死体処理のために呼ばれた欣太は、組の会計係である星野から大金と引き換えに、春駒殺しの罪をかぶる「代人（だいにん）」として警察に出頭するよう命じられ、心が揺れ動く。
仕入れた仔豚が売れるように育つまで組に金は一銭も入らず、しかも豚の予防接種代と建設費用の支払い期限が迫ってきていた。さらに、崎山は突如「残飯が有償での引き取りになった」と組に通告する。組はこれまで手がけてこなかった押し売りやストライキの妨害といった臨時のシノギで金を作る。欣太はシノギで稼いだ金を組に入れず、恋人・春子の中絶や、かつての鉄次の保釈のために借金を作った鉄次の妻・勝代のために使い果たす。また博打にものめり込み、かえって借金を抱えてしまう。
ある朝、浜辺に春駒の死体が上がり、鉄次と欣太は急いで死体を引き上げて養豚場に隠す。春子は欣太のそぶりから、彼が日森組による春駒殺しに関与させられたことを察し、「一緒におじのいる川崎に逃げよう」と駆け落ちを誘う。春子は崎山の「オンリー」である姉・弘美の紹介で、ある米兵との婚約が決まりかけており、それを嫌がっていた。大金のチャンスをあきらめ切れない欣太は駆け落ちを断るが、その言葉と裏腹に、金を作るために仔豚をこっそり持ち出して売ろうとする。それを見とがめた鉄次が欣太を殴り飛ばすが、「兄貴の代人になってやるんだから大目に見てくれ」と嘆く。実は欣太を代人にする口約束は星野が勝手に考えたことだった。欣太の言葉で初めてそれを知った鉄次は案を取り消し、その代わりに星野に、欣太の借金を肩代わりするよう言い渡す。
組員たちは鉄次の自宅を訪れる。勝代は、組員のために仔豚の丸焼きを調理する。鉄次が食べた肉から、人間の歯が出てくる。仔豚を持ち込んだ鉄次の子分・大八が、「春駒を埋めるのが面倒で豚に食わせた」とあっけらかんと話す。それを聞いた鉄次は突然吐血して倒れ、そのまま入院する。
病室。本当の病名を知りたい鉄次は欣太に、レントゲン写真を盗んで他の病院の医師に見せるよう懇願する。欣太が盗んだ写真は胃癌で死んだ別人のもので、その結果を知った欣太はそのまま鉄次に伝える。鉄次は病院を抜け出し、鉄道自殺をしようとするが決心がつかず、どぶ板通りに住む殺し屋・王（ワン）に大金を払って、自分を殺すよう頼んで姿を消す。
鉄次が行方不明の間、組の金回りは次第に傾き始め、日森は羽振りのよい陳に頭を下げて、借金を重ねていく。崎山が組から金をだまし取っていることをひそかに知っている陳は「お人好しでだまされやすく、やがて仲間割れし、互いを食い物にする彼らこそ豚というべきだ」と中国語でつぶやく。組の行く末が長くないと見た星野は、残った現金を持って行方をくらます。崎山も残飯の買い取り料を抱え込んだまま弘美を置き去りにしてハワイに帰り、養豚事業は行き詰まる。組員の大八と軍治は、欣太を誘って「豚を勝手に売り飛ばして組を逃げよう」と示し合わせる。
そんな中、鉄次は勝代や弟・菊夫に別れを告げるため、自宅に立ち寄る。そこでレントゲン写真が別人のものであり、自分の病がすぐに治癒する胃潰瘍であることを知って、王に自分の殺害を依頼したことを後悔する。
欣太はかつて春子が提案した川崎行きを一転承諾し、養豚場で大八と軍治のトラックを待つ。ところがそこに現れたトラックの群れに乗っていたのは、同じように豚を売ろうと考えた組長の日森や日森派の手下たちだった。欣太は裏切り者としてリンチを加えられ、豚とともに荷台に積み込まれる。日森らのトラックが養豚場を出るのを見た大八と軍治は、日森の抜け駆けを察して車列を追いかける。目を覚ました欣太は、荷台の干し草の中から、たまたま積み込まれていた自動小銃を見つける。
追跡の末、車列はどぶ板通りの行き止まりに達する。警官隊に囲まれてなすすべがなくなった組員たちは、豚を4対6で分けることで手打ちにし、さらにこの場で春駒殺しの代人として欣太を突き出して場を収める算段をまとめる。荷台の陰で話を聞いていた欣太は怒りが爆発し、自動小銃を組員たちに突きつける。鉄次および、彼を病院に連れ帰る勝代・菊夫や、王もそこに居合わせる。鉄次たちは銃を下ろすよう欣太を説得するが、鉄次の姿を認めた王が依頼を断るために札束を返そうとポケットに手を入れたことで、王に銃殺されると合点した鉄次はおびえて逃げ回る。王は鉄次の勘違いを理解せずに彼をいつまでも追いかけ、やがて姿が見えなくなる。
鉄次たちを見送った欣太は、歓楽街のネオン看板に向かって自動小銃を乱射する。おびえた軍治や日森が拳銃を抜き、「正当防衛だ」と叫んで、欣太の腹に銃弾を撃ち込む。欣太は悶絶しながら組員たちに銃を向け続け、荷台のアオリを開くよう要求する。豚の大群が一斉に飛び出し、通りを覆い尽くす。路地に追い詰められた組員たちは豚に追い詰められて踏みつけられ、半死半生となる。欣太は水を求めて路地をさまよった末、公衆便所で絶命する。
横須賀駅で欣太を待つ春子は、タクシー運転手たちの会話から日森組が内紛を起こしたことを知る。どぶ板通りに駆けつけると、欣太の死体が運び出されるところだった。春子は泣き叫び、居合わせた母親らに連れ戻される。
春子が嫁ぐ日の朝。春子は黙って自宅を飛び出し、川崎行きの列車に乗った。

## キャスト
- 欣太：長門裕之
- 春子：吉村実子（新人）
- 勝代（鉄次の妻・食堂「番外地」の店員）：南田洋子

- 星野（日森組組員）：大坂志郎
- 弘美（春子の姉・崎山の「妻」）：中原早苗
- 軍治（日森組組員）：小沢昭一
- 日森（日森組組長）：三島雅夫

- 貫市（欣太の父）：東野英治郎
- 崎山（日系人の富豪）：山内明
- 矢島（タクシー運転手・元日森組組員）：西村晃
- 陳（華僑の富豪）：殿山泰司
- 大八（日森組組員）：加藤武
- 河西鉄次（日森組組員・人斬りの鉄次）：丹波哲郎

- ふみ（春子と弘美の母・「番外地」のおかみ）：菅井きん
- エプロン婆さん（ふみの隣人）：武智豊子
- つね（矢島の妻）：初井言栄
- 菊夫（鉄次の弟）：佐藤英夫
- 王（バーテンダー・殺し屋）：城所英夫
- 宮口医師：高原駿雄

- ホテル・チェリイのおかみ：奈良岡朋子
- ジョージ（ポン引き）：神戸瓢介
- 「番外地」に聞き込みに現れる刑事[4]：河上信夫
- 九郎（日森組組員）：青木富夫
- 築港の警官：玉村駿太郎
- 春川駒蔵＝春駒：加原武門

- 喫茶店主：高野誠二郎
- 日森組組員：八代康二
- 白バイ警官：須藤孝
- 増山（日森組組員）：矢頭健男
- 自動車整備工：守屋徹
- 患者：福田文子
- 電工会社の女工：中川一二三
- 大竹（仔豚の卸業者）：榎木兵衛

- ゴードン（弘美の新たな「夫」）：ジョニー・ユセス
- 春子の婚約者：ロバート・ダンハン
- ヤミ娼館の客：ジョン・ブルーミング
- 春子と遊ぶ米兵：ビル・バッカス、ジョニー・ハリウラ、ジョー・アスリン
- 娼婦：高山千草（クレジットなし）

## スタッフ
- 監督：今村昌平
- 企画：大塚和
- 脚本：山内久
- 撮影：姫田真佐久
- 照明：岩木保夫
- 録音：橋本文雄
- 音楽：黛敏郎
- 美術：中村公彦
- 編集：丹治睦夫
- 助監督：浦山桐郎
- 製作主任：森山幸晴
- 協賛：日産生命
- スクリプター：中川初子（クレジットなし）[5]
- スチール：斎藤耕一（クレジットなし）[6]
- 中国語指導：陳宏垣

## 逸話
- 本作の終盤で、主人公のチンピラである欣太が便器に顔を突っ込んで死ぬシーンの際に、今村はスタッフに「トイレのセットをつくってくれ。そこで、スタッフは全部ウンチなりオシッコなりしろ。それで、流すな」と演出の指示をしたという。スタッフは「冗談じゃねえよ」と言わんばかりに反対し、美術のスタッフも「そんな事はできません」と断ったという[要出典]。
- アメリカ合衆国の映画監督、マーティン・スコセッシはこの映画を学生時代に観て「衝撃を受けた」と語っている。